# Виллем Элсхот
Виллем Элсхот (нидерл. Willem Elsschot; настоящее имя: Альфонс Йозеф де Риддер нидерл. Alphonsus Josephus de Ridder; (7 мая 1882, Антверпен, Бельгия — 31 мая 1960, там же) — бельгийский нидерландскоязычный поэт и прозаик, литературный критик; один из выдающихся писателей бельгийской литературы XX века.

## Биография
Альфонс-Йозеф де Риддер родился в семье пекаря. В средней школе развил в себе любовь к литературе. Получил коммерческое образование в Париже. По работе ему приходилось бывать во многих европейских городах.
Во время Первой мировой войны служил секретарём национального комитета по продовольственной помощи в Антверпене. После войны открыл собственное рекламное агентство, которым с большим или меньшим успехом управлял до самой смерти.
Виллем Элсхот умер в Антверпене в 1960 году, получив национальную литературную премию уже посмертно. Похоронен на антверпенском кладбище Схонселхоф.

## Творчество
В своих романах «Вилла роз» (1913), «Разочарование» (1921), повестях «Сыр» (1933), «Танкер» (1942), новелле «Блуждающий огонёк» (1946) Виллем Элсхот правдиво и со значительной долей сатиры, порой очень горькой, изобразил современную ему бельгийскую и западноевропейскую реальность, обрисовал проблемы «маленького человека», борьбу его внутреннего мира против ограниченности общественной морали, стереотипов социального и личного успеха, чем приблизился к экзистенциализму. Программным произведением писателя по праву считается роман «Силки» (1924), в котором отображение авантюрное желания персонажа выжить и даже приобрести капитал в мире рыночной экономики, не прилагая значительных ни физических, ни материальных усилий, доведено до абсурда, также, как и легковерность и готовность быть «прорекламированными» представителей различных видов бизнеса.
Виллем Элсхот также автор сборника «Ранние стихи» (1934) и книги «Современная фламандская литература. 1890—1923» (1923).
Произведения Элсхота сыграли значительную роль в развитии критического реализма в бельгийской литературе.

## Премии и награды
- 1948 - Государственная премия за произведения в прозе
- 1951 - Премия Константина Гюйгенса
- 1960 - Государственная премия в знак признания писательской деятельности

## Интересные факты
- Виллем Элсхот, работавший в рекламном агентстве, в своих произведениях фактически описывал приёмы и ситуации, имевшие место в его практике, или о которых ему случалось узнать; хотя, порой, изрядно гиперболизируя их.
- В нескольких основных произведениях писателя действуют два главных персонажа — Франс Лаарманс и Борман, притом это не одни и те же персоны, а, скорее, воплощение определённого набора жизненных установок, эмоций и т.п.

## Экранизации
- 1962 «Силки» (телефильм), режиссёр — Фред Энгелен
- 1968 «Вилла роз» (телесериал) Вальтер ван дер Камп
- 1968 «Сыр» (ТВ) Жерар Рекерс
- 1973 «Блуждающий огонёк» (Франс Буйен)
- 1975 «Выкуп» (телесериал) (Вальтер ван дер Камп)
- 1989 «Вилла роз» (ТВ) режиссёр Марк Либерт
- 1999 «Сыр» (ТВ) (Orlow Seunke)
- 2000 «Силки / Нога» (Роббе де Херт) при участии Сильвии Кристель в роли Жанны
- 2002 «Вилла роз» (Франк Ван Пассель)